# 高田べん
高田 べん（たかだ べん、1月12日 - ）は、日本の男性声優。山口県岩国市出身。シグマ・セブン所属。

## 略歴
DOAを経て1999年からシグマ・セブン所属。
自主映画作品では永徒 満という名前で映画監督を務める。

## 出演

### テレビアニメ
1996年
- 機動戦艦ナデシコ（オヤジ、兵士）

1999年
- Bビーダマン爆外伝V（クルーボン）
- ∀ガンダム（少年C）
- 魔術士オーフェン Revenge（雪男C）
- ワイルドアームズ トワイライトヴェノム（兵士D）

2000年
- NieA 7（食人花）
- ゲートキーパーズ（ヤングB、級友A、男子A 他）
- サクラ大戦TV（整備員）

2001年
- 仰天人間バトシーラー（ダマサレーノ / シカエシーノ、カザミドリーン / ヤルキドリーン）

2002年
- 炎の蜃気楼（家臣）
- YOU'RE UNDER ARREST 〜逮捕しちゃうぞ〜（犯人B）
- 犬夜叉（無男）
- 陸上防衛隊まおちゃん（アテンダント）
- ガングレイヴ（ジュード 他）
- 奇鋼仙女ロウラン（ユウリの祖父、総理、老人 他）
- GetBackers-奪還屋-（男）

2003年
- R.O.D -THE TV-（編集C、スタッフA）
- F-ZERO ファルコン伝説（手下）

2004年
- MEZZO -メゾ-（坂口）
- みさきクロニクル〜ダイバージェンス・イヴ〜（数奇人）
- 鉄人28号（頭取、操縦士）
- アガサ・クリスティーの名探偵ポワロとマープル（店主）

2005年
- 韋駄天翔（ミスターティーチャー）

2006年
- ARIA The NATURAL（老人A）

2024年
- 異世界でもふもふなでなでするためにがんばってます。（パーゼス侯爵）

### OVA
- ゲートキーパーズ21（ドライバー）
- 遙かなる時空の中で2-白き龍の神子-（男）
- luv wave（男A）

### ゲーム
- SDガンダム GGENERATION（2007年 - 2016年、ガースキー・ジノビエフ） - 2作品[一覧 1]
- 俺の下でAGAKE（サンダー、松岡他）
- 鋼鉄の咆哮 ウォーシップコマンダー（クルーガー）※PlayStation 2版
- 同級生（間太郎[1]）※Windows版
- ときめきメモリアル2（喜怒川武、不良、サラリーマン、ガヤ）
- ときめきメモリアル2 Substories（タケシ）
- ひめひび -Princess Days- シリーズ（天城寺善）
  - ひめひび -Princess Days-
  - ひめひび -Princess Days- ぽーたぶる
- ポポロクロイス物語II
- ワーズ・ワース（カトラ[1]）※Windows版
- ライブアライブ（2022年、イーペイコウ、デロス）

### ドラマCD
- 俺の下であがけシリーズ
  - 俺の下であがけ TARGET1 樋口・清水（西條貴之、松岡）
  - 俺の下であがけ TARGET1 山口・吉岡（西條貴之）
  - 俺の下であがけ Sound&D（サンダー、西條貴之、松岡）
- ツインズシリーズ
  - もあでんじゃらすツインズ（北代和人）
- コルセーアシリーズ（ボリス、マオ）
- 封殺鬼シリーズ （隠形鬼、平将門）
- しあわせにできるシリーズ（平沢課長）
- 純情ロマンチカシリーズ（野分の友人）

### 吹き替え
- CSI:科学捜査班（ルーク）
- トラップ&ゲーム（検事）
- ベニスで恋して（ファルロ）

### その他コンテンツ
- 新ニッポン探検隊（教授 役） - 日本テレビ
- ザ!世界仰天ニュース（再現ドラマ吹き替え） - 日本テレビ
- Jチャンネル（ナレーター） - テレビ朝日
- 日立 世界・ふしぎ発見!（ボイスオーバー）- TBS
- 美の巨人たち（ボイスオーバー） - テレビ東京
- Beeマンガ アゴなしゲンとオレ物語（ゲン 役）

## 監督作品（8ミリ映画）
- ばくはつ五朗（コサキン勝手にごっこ）
- ばくはつ五朗ZZ
- 閃光魔人ピエロマン
- 自然超人プレゾンマンオープニングフィルム

### シリーズ一覧
1. ↑  『SPIRITS』（2007年）、『GENESIS』（2016年）